# 香港大學鄧志昂樓

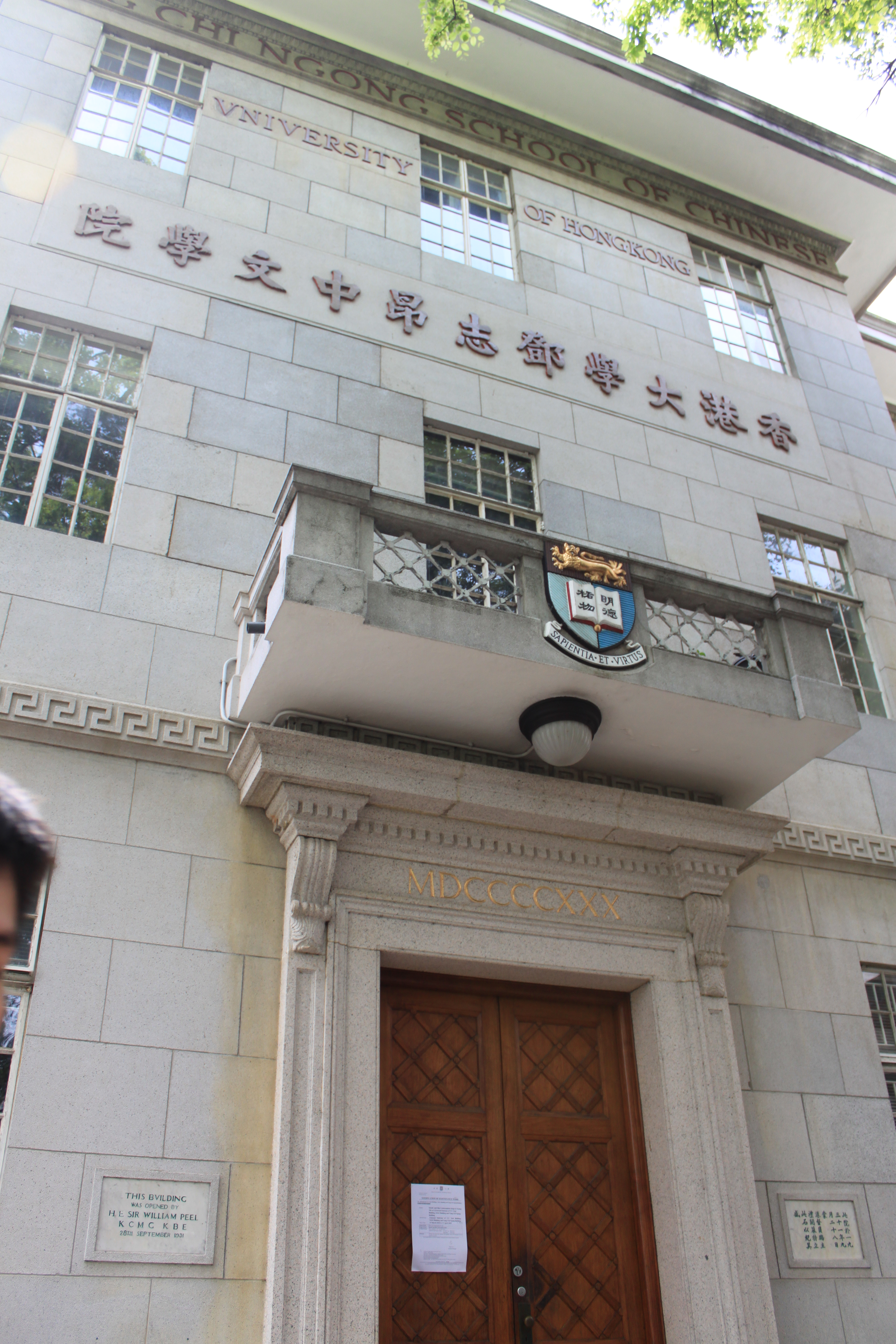
鄧志昂樓

22°17′01″N 114°08′24″E / 22.283564°N 114.139976°E
鄧志昂樓（英語：Tang Chi Ngong Building）是香港大學的一座古老建築物，位於香港島薄扶林道本部校園，鄰近薄扶林道。

## 历史
由鄧肇堅爵士父親鄧志昂於1929年捐助建成，作為香港大學中文學院之用。該建築於1995年9月15日列為香港法定古蹟。
鄧志昂樓為1座樓高3層之平頂建築，外牆鋪以洗水批盪，裝飾花紋簡樸。2樓外牆有5個小陽台。大樓於1931年9月28日由時任香港總督貝璐爵士揭幕。現為香港大學亞洲研究中心。

## 圖片

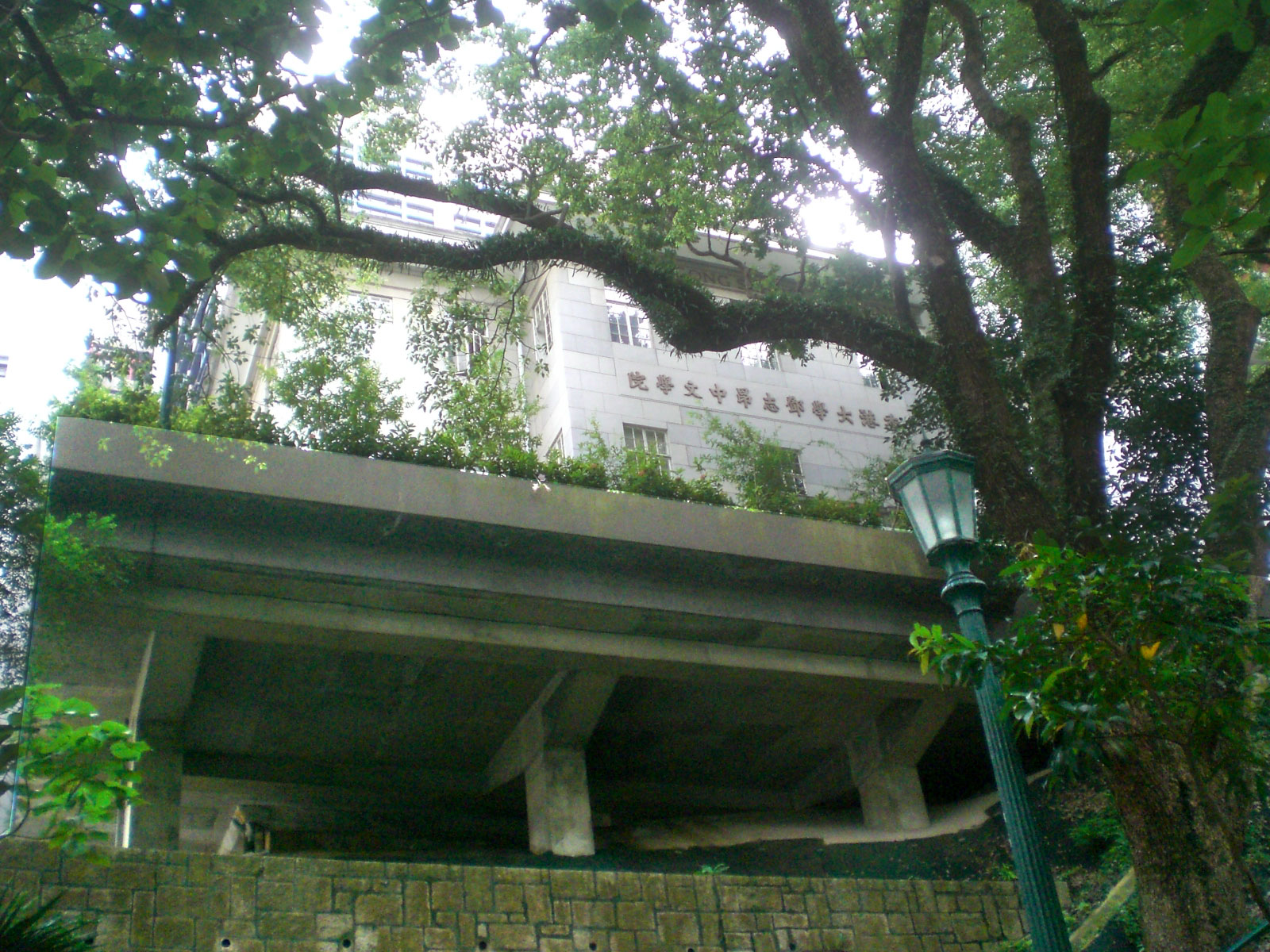
鄧志昂樓建築於一個人工平台上
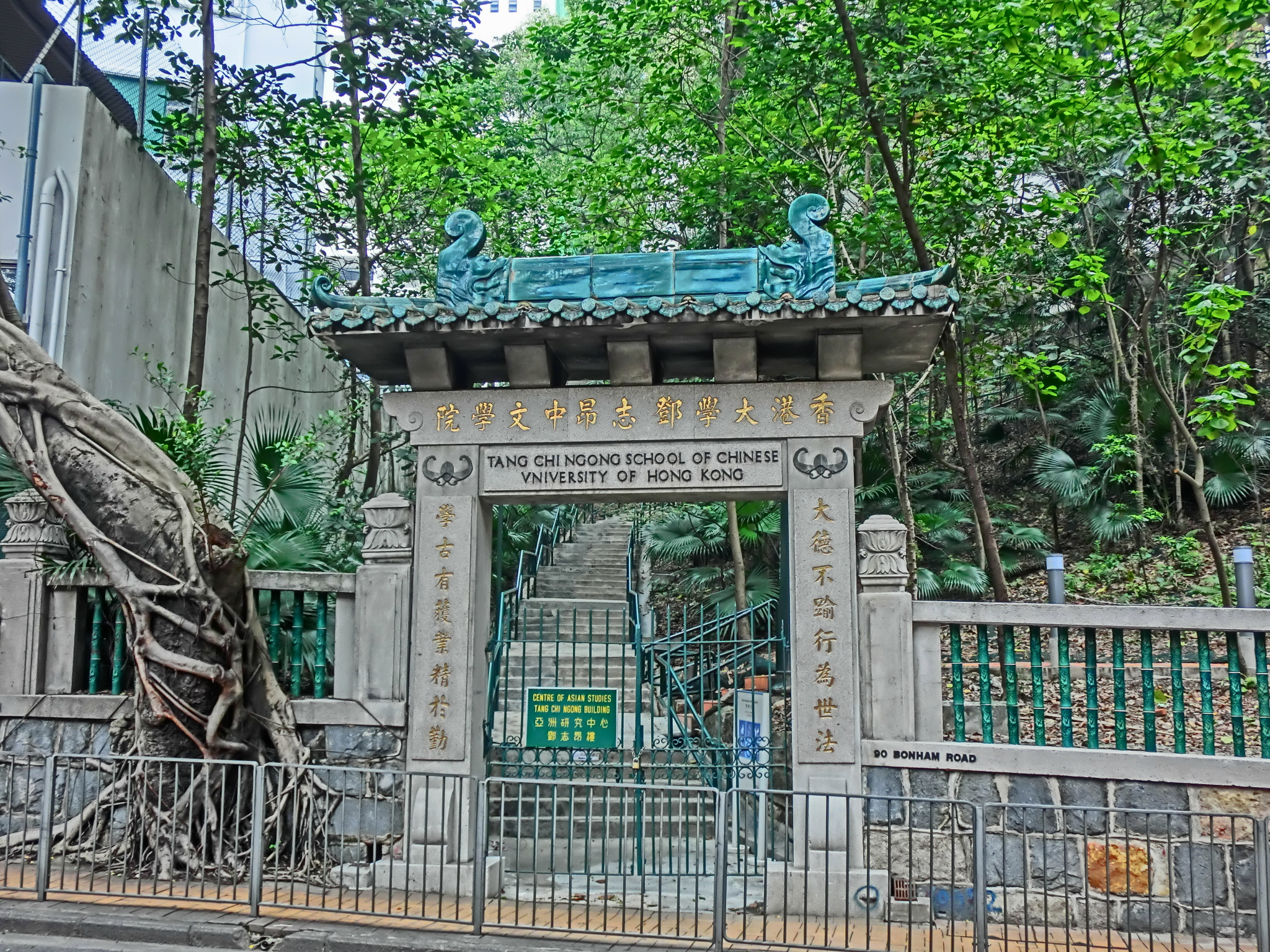
般咸道入口牌坊

## 外部連結
- 香港大學鄧志昂樓 （页面存档备份，存于）